# Prostitution i Tunisien
Prostitution är lagligt på två specifika orter i Tunisien, men förbjuden i övriga landet.  
Historiskt var prostitution starkt associerad med slaveri i Tunisien. Islamisk lag förbjöd prostitution, men tillät män att utnyttja sina slavinnor sexuellt i enlighet med principen om konkubiner inom islam, och prostitution praktiserades genom att ett hallick sålde sin slavinna på bazaaren (slavmarknaden) till en manlig kund, som lämnade tillbaka henne, officiellt på grund av missnöje, sedan han hade haft samlag med henne; detta var en form av prostitution som var laglig och accepterad.
Under den franska kolonialtiden (1881–1956) infördes samma system av reglementerad prostitution som användes i Frankrike, med licensierade bordeller och registrerade prostituerade, som underkastades regelbundna medicinska undersökningar. Prostitution förblev lagligt efter landets självständighet 1956. 
År 1977 förbjöds prostitution i hela Tunisien utom på orterna Sfax och Sidi Abdallah Guech. 
Tunisien är en destination för illegal människohandel för sexuella ändamål. 